# 신용목

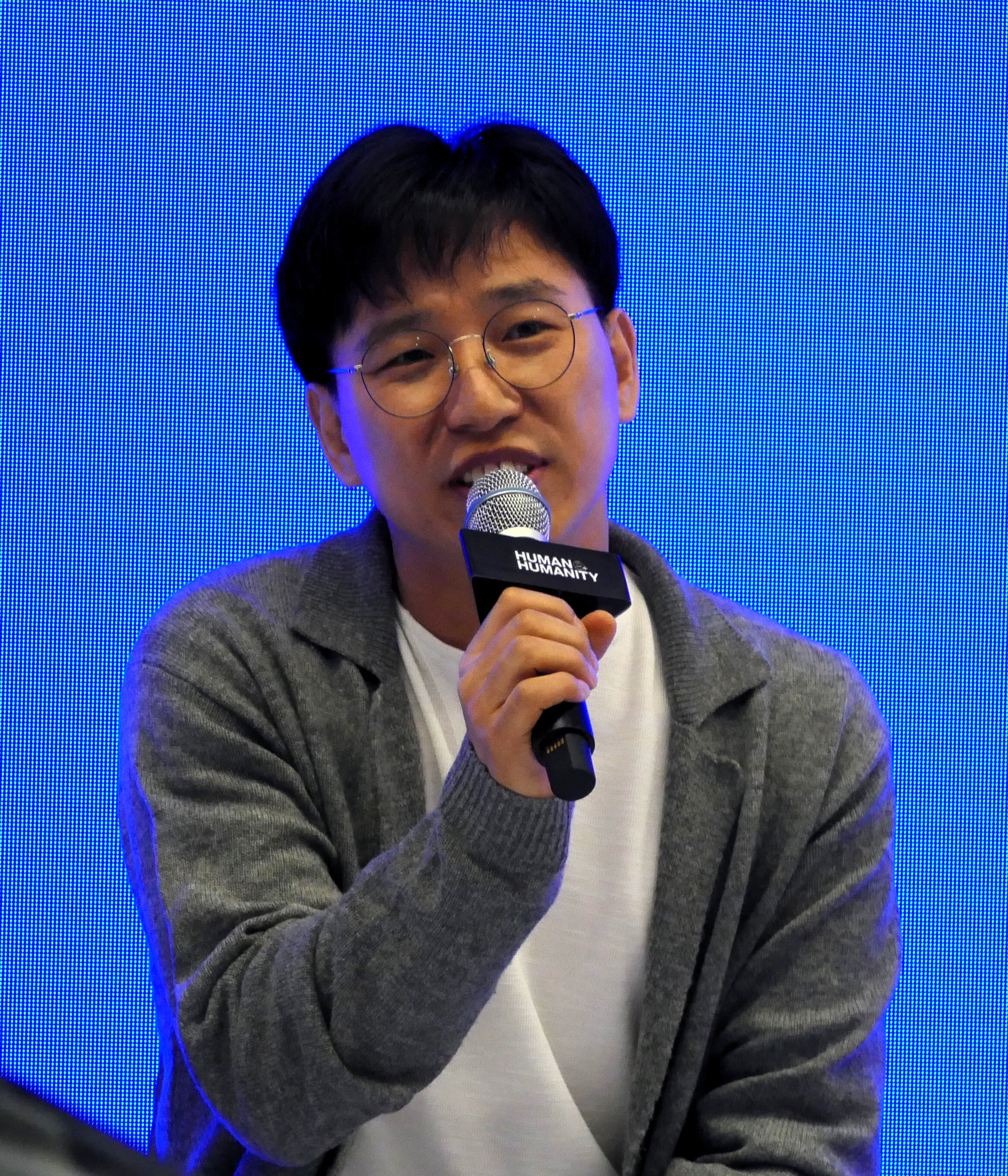

신용목(愼鏞穆, 1974년 11월 1일~ )은 대한민국의 시인이다.

## 생애
1974년 경상남도 거창에서 태어났다. 고려대학교 국어국문학과와 대학원을 졸업하고, 2000년 《작가세계》 신인상을 통해 등단했다. 수상 작품은 〈성내동 옷수선집 유리문 안쪽〉
2008년 제2회 시작문학상과 제5회 육사시문학상 젊은시인상, 2015년 제15회 노작문학상, 2014년 제18회 현대시작품상, 2017년 제18회 백석문학상을 받았다.

## 저서

### 시집
- 《그 바람을 다 걸어야 한다》(문지, 2004)
- 《바람의 백만번째 어금니》(창작과비평사, 2007)
- 《아무 날의 도시》(문지, 2012)
- 《누군가가 누군가를 부르면 내가 돌아보았다》(창비, 2017)'
- 《비에 도착하는 사람들은 모두 제시간에 온다》(문학동네, 2021)

### 산문집
- 《우리는 이렇게 살겠지》(난다, 2016)

### 소설
- 《재》(난다 , 2021)